# Selbstausbeutung
Unter Selbstausbeutung versteht man die Bereitschaft, härter, länger oder mehr zu arbeiten als erforderlich oder vertraglich geregelt ist.

## Gründe
Die Gründe für Selbstausbeutung sind vielfältig. Allen voran ist Arbeit zur „primären Identitätskategorie“ avanciert und wird als „identitätsstiftend glorifiziert“. Der individuelle Hang zur Selbstverwirklichung kann somit zu Selbstausbeutung beitragen.
Eine Studie der Sozialwissenschaftlerin Vanita Irene Matta kam zu dem Ergebnis, dass insbesondere flexible und selbstgesteuerte Arbeitszeiten zu Überlastung führen. Sie stellte fest, dass Menschen ohne feste Arbeitszeiten länger arbeiteten und mehr unbezahlte Überstunden leisteten. Die Studie kam weiterhin zu dem Ergebnis, dass Selbstausbeutung nicht auf Führungspositionen beschränkt ist. Der Psychologe Andreas Krause identifiziert hier eine „indirekte Steuerung“: Mitarbeiter können sich zwar ihre Arbeitszeiten frei einteilen, wenn der Arbeitsprozess aber hinter dem ergebnisorientierten Arbeiten zurück steht, führt das dazu, dass Arbeitende „auch ohne Anweisung“ mehr arbeiten, um zum erwarteten Ergebnis zu kommen.
Druck vonseiten des Arbeitgebers, auch in subtiler Form „durch befristete Verträge und ein sich schnell drehendes Mitarbeiterkarussell“, befördert selbstausbeuterische Tendenzen.
Bei Selbständigen können Gründe für Selbstausbeutung unter anderem an unklar ausgehandelten Verträgen mit Kunden oder Geschäftspartnern, einem zu geringen Einkommen und der Angst liegen, durch höhere Preise Kunden zu verlieren. Insbesondere Solo-Selbständige in der Kreativwirtschaft sind betroffen: laut einer Studie der Friedrich-Ebert-Stiftung von 2011 muss mehr als ein Drittel von ihnen mit einem monatlichen Einkommen von weniger als 1.100 Euro auskommen.
Beschleunigend wirken außerdem: Incentives (Maßnahmen oder Anreize, die Mitarbeiter zu Verhalten im Interesse des Incentive-Gebers zu motivieren), ineffizientes Zeitmanagement, Helfersyndrom, Imposter-Phänomen, Nichtbeachten von Krankheits-Signalen, Einnehmen von Aufputschmitteln.

## Folgen
Die Folgen können gesundheitliche Belastung, Erschöpfung, Stress, Burn-out und nicht zuletzt Unterbezahlung sein.

## Gegenmaßnahmen
Andreas Krause rät, Überstunden immer aufzuschreiben, auch wenn sie nicht abgerechnet werden können, um Projektmanager und Führungskräfte damit zu konfrontieren. Für Menschen mit flexiblen Arbeitszeiten können durch Arbeitszeitkonten unbezahlte Überstunden und Mehrarbeit verfolgt werden, für die dann ein Arbeitszeitausgleich ausgehandelt kann. Bei Selbständigen kann das Aufschreiben der Stunden helfen, für neue Projekte mehr Stunden einzukalkulieren.
Selbständige sollten lernen, nein zu sagen und statt vieler kleiner mittelmäßiger Aufträge eher wenige hochwertige Aufträge annehmen. Aufträge und Verträge können statt auf Festpreisbasis auf Stundenbasis ausgehandelt werden. Insbesondere in der Kreativwirtschaft tätige Solo-Selbständige sollten sich bei ihren Berufsverbänden über faire Honorare informieren.
Der Historiker am Arbeitsbereich für Sozialgeschichte der Universität Potsdam Sascha Nicke sieht es als notwendig an, noch weiter zu denken und „die ökonomischen Rahmenbedingungen der heutigen Gesellschaft grundlegend zu modifizieren. Den Menschen muss mehr Zeit zur Verfügung gestellt werden, ihre Sinn gebenden Beschäftigungen (heraus) zu finden und auszuüben.“ Als weiteren Schritt plädiert er für das bedingungslose Grundeinkommen.